# جریک هاردینگ
جریک هاردینگ (انگلیسی: Jerrick Harding؛ زادهٔ ۱۳ آوریل ۱۹۹۸) بازیکن بسکتبال اهل ایالات متحده آمریکا است.